# 12e armée (Japon)
Pour les articles homonymes, voir 12e armée.
La 12e armée (第12軍, Dai-jūni gun) est une unité de l'armée impériale japonaise basée à Zhengzhou en Chine durant la Seconde Guerre mondiale.

## Histoire
La 12e armée est créée le 7 novembre 1938 sous le contrôle de l'armée régionale japonaise de Chine du Nord en tant que force de garnison pour l'occupation des provinces du Nord de la Chine. Elle sert d'abord comme unité de réserve et d'entraînement et participe à des opérations de contre-insurrection.
La 59e division, célèbre pour ses atrocités commises pendant la guerre, est affectée à la 12e armée de février 1942 à mai 1945
Au moment de la reddition du Japon le 15 août 1945, elle est dissoute à Zhengzhou dans la province chinoise du Henan.

## Commandement

### Commandants
|   | Nom                                     | De                | À                 |
| - | --------------------------------------- | ----------------- | ----------------- |
| 1 | Lieutenant-général Kamezo Suetaka       | 9 novembre 1938   | 12 septembre 1939 |
| 2 | Lieutenant-général Sadataka Iida        | 12 septembre 1939 | 1er mars 1941     |
| 3 | Lieutenant-général Ichiji Dobashi       | 1er mars 1941     | 1er mars 1943     |
| 4 | Lieutenant-général Seiichi Kita (en)    | 1er mars 1943     | 7 février 1944    |
| 5 | Lieutenant-général Eitaro Uchiyama (en) | 5 février 1944    | 7 avril 1945      |
| 6 | Lieutenant-général Takashi Takamori     | 7 avril 1945      | 15 août 1945      |

### Chef d'état-major
|   | Nom                                    | De                | À                  |
| - | -------------------------------------- | ----------------- | ------------------ |
| 1 | Lieutenant-général Asasaburo Kobayashi | 9 novembre 1938   | 1er décembre 1939  |
| 2 | Lieutenant-général Yoshio Hongo        | 1er décembre 1939 | 2 décembre 1940    |
| 3 | Lieutenant-général Masafumi Yamauchi   | 2 décembre 1940   | 15 octobre 1941    |
| 4 | Major-général Etsujiro Kono            | 15 octobre 1941   | 10 décembre 1942   |
| 5 | Major-général Tadao Teragaki           | 10 décembre 1942  | 16 octobre 1944    |
| 6 | Lieutenant-général Makoto Nakayama     | 16 octobre 1944   | 1er septembre 1945 |